# Anatole Richard (1815-1867)
Pour les articles homonymes, voir Richard (patronyme).
Anatole Richard, né le 13 février 1815 à Cholet (Maine-et-Loire) et mort le 5 janvier 1867 à Angers (Maine-et-Loire), est un ingénieur français des ponts et chaussées, qui s'est distingué dans la reconstruction du port militaire de Cherbourg à partir de 1853.

## Biographie
Anatole Paulin Richard, est le fils de Louis Toussaint Richard (1776-1848), un industriel-filateur du Choletais et de Marie Rose Roffay (1789-1860). Il épouse une Angevine, Lucile Adélaïde La Roche, le 18 novembre 1851 à Angers. Son frère aîné fut un grand maire de Cholet de 1855 à 1869.
D'abord élève au collège de Nantes de 1834 à 1835, il est étudiant des ponts et chaussées d'où il sort aux premiers rangs. En 1839, il est résident à Napoléonville, occupé à la direction des travaux du canal du Blavet et une partie de ceux du canal de Nantes à Brest. Appelé en 1844 à Ancenis, il se trouve attaché à la fois au service de la navigation de la Loire et à la construction du chemin de fer de Tours à Nantes, dont l'achèvement lui vaut le grade d'ingénieur de première classe. C'est à ce titre qu'il vient à Angers diriger le service de la Loire.
Ingénieur ordinaire en 1841, il passe au grade de première classe le 21 juillet 1849. En 1853, en tant que polytechnicien, il sert à la direction des travaux hydrauliques du port de Cherbourg comme ingénieur ordinaire de première classe du 1er août 1853 au 19 août 1856, puis comme ingénieur en chef jusqu'en décembre 1858.
Anatole Richard meurt à l'âge de 51 ans d'une occlusion intestinale, le 5 janvier 1867, dans son domicile, place du Champ-de-Mars à Angers.

## Activités

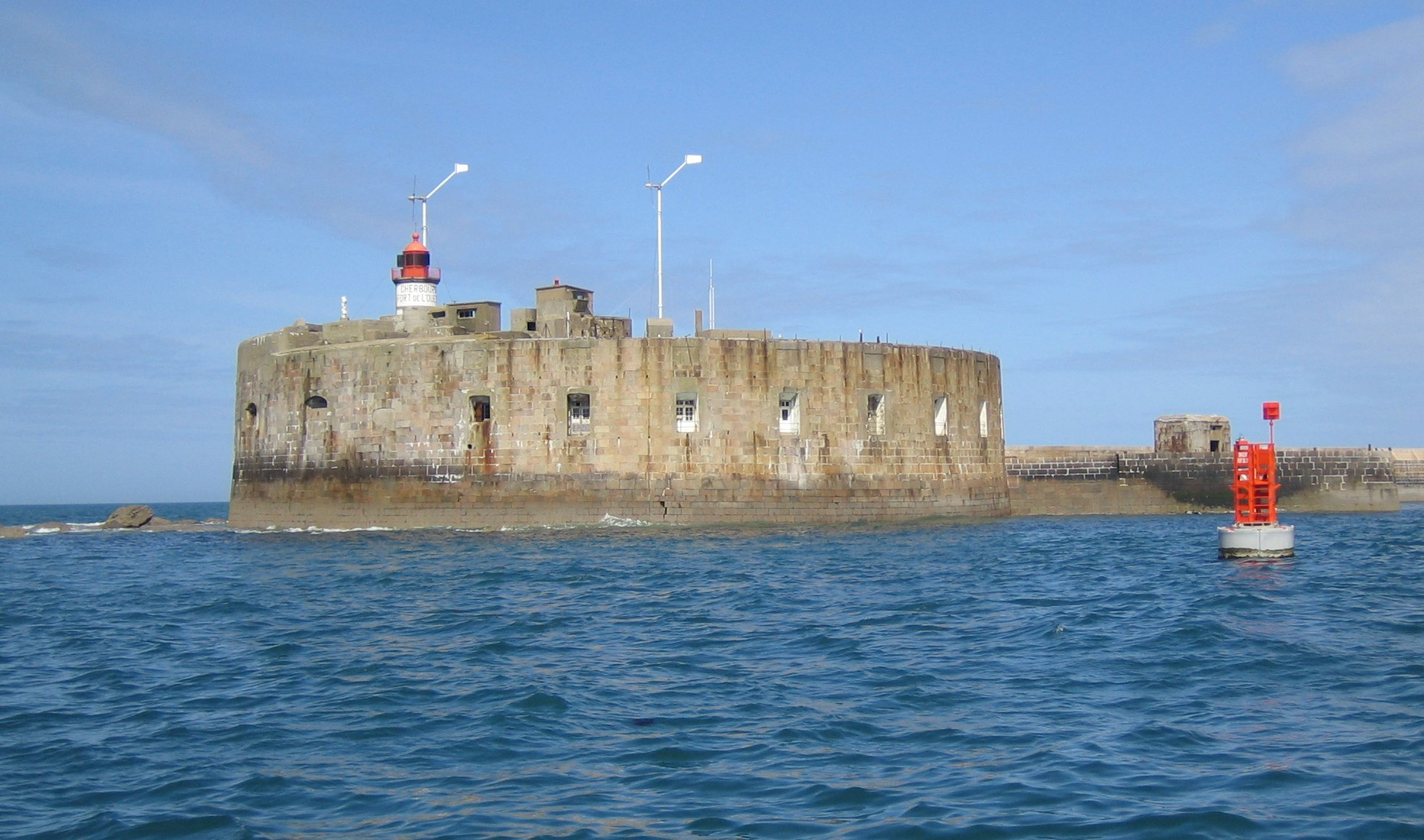
Cherbourg : Fort de l'Ouest.

Port de Cherbourg (détaillé).

Promu au grade d'ingénieur en chef des ponts et chaussées, il est, en 1853, directeur des travaux de la reconstruction du port militaire de Cherbourg (digue, grand hôpital militaire et entrepôt).
La plus grande curiosité hydrographique de l'arsenal de Cherbourg, réalisée sous sa direction, consiste en un immense bassin creusé dans le roc vif, à 17 mètres de profondeur, exécuté en cinq années. Il se recommande par les sept formes de radoub et les sept cales qui coupent avec régularité la ligne de ses quais. Deux portes de flot le mettent en communication, l'une avec l'avant-port, l'autre avec le premier bassin. C'est du côté du bassin Napoléon III, dans toute la partie ouest du port, que se trouvent les bureaux des ingénieurs, du commissariat, de l'inspection et ceux des diverses directions du service maritime. Le long du plus grand de ces établissements, on voit, rangées symétriquement, ces ancres énormes dont le poids s'exprime par milliers de kilogrammes.
L'inauguration du bassin est l'occasion d'une grande fête du 4 au 8 août 1858. Parmi les principaux invités d’honneur, on trouve la reine d'Angleterre et le prince de Galles. On arrive à Cherbourg par bateau. Les vaisseaux de guerre des deux nations et une multitude de navires pavoisés couvrent la rade. L'Empereur et l'Impératrice sont accueillis sur l'un des quais, entourés de l'état-major, au milieu duquel se trouve Anatole Richard, en qualité de directeur des travaux hydrauliques. Les canons tonnent à cette occasion.

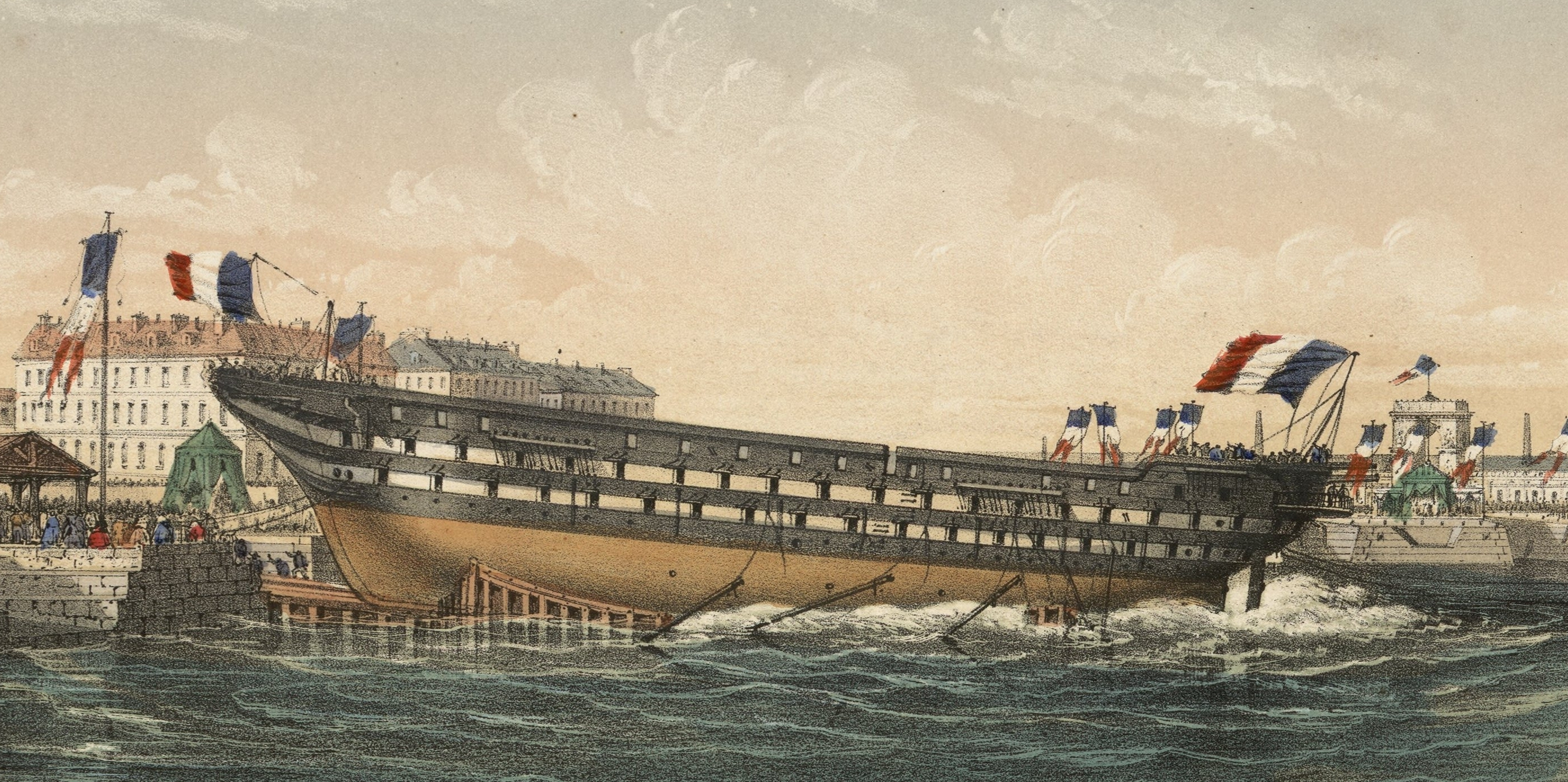
Vaisseau Ville de Nantes - Cherbourg 1858.

Anatole Richard pilote et commente la visite. Le bassin, qui est à sec, est bientôt rempli devant l'assistance au moyen de grandes ouvertures que l'on débouche et par lesquelles se précipite l'eau de mer. Le bassin suffisamment rempli, on y lance un grand vaisseau à trois ponts nommé Ville de Nantes.

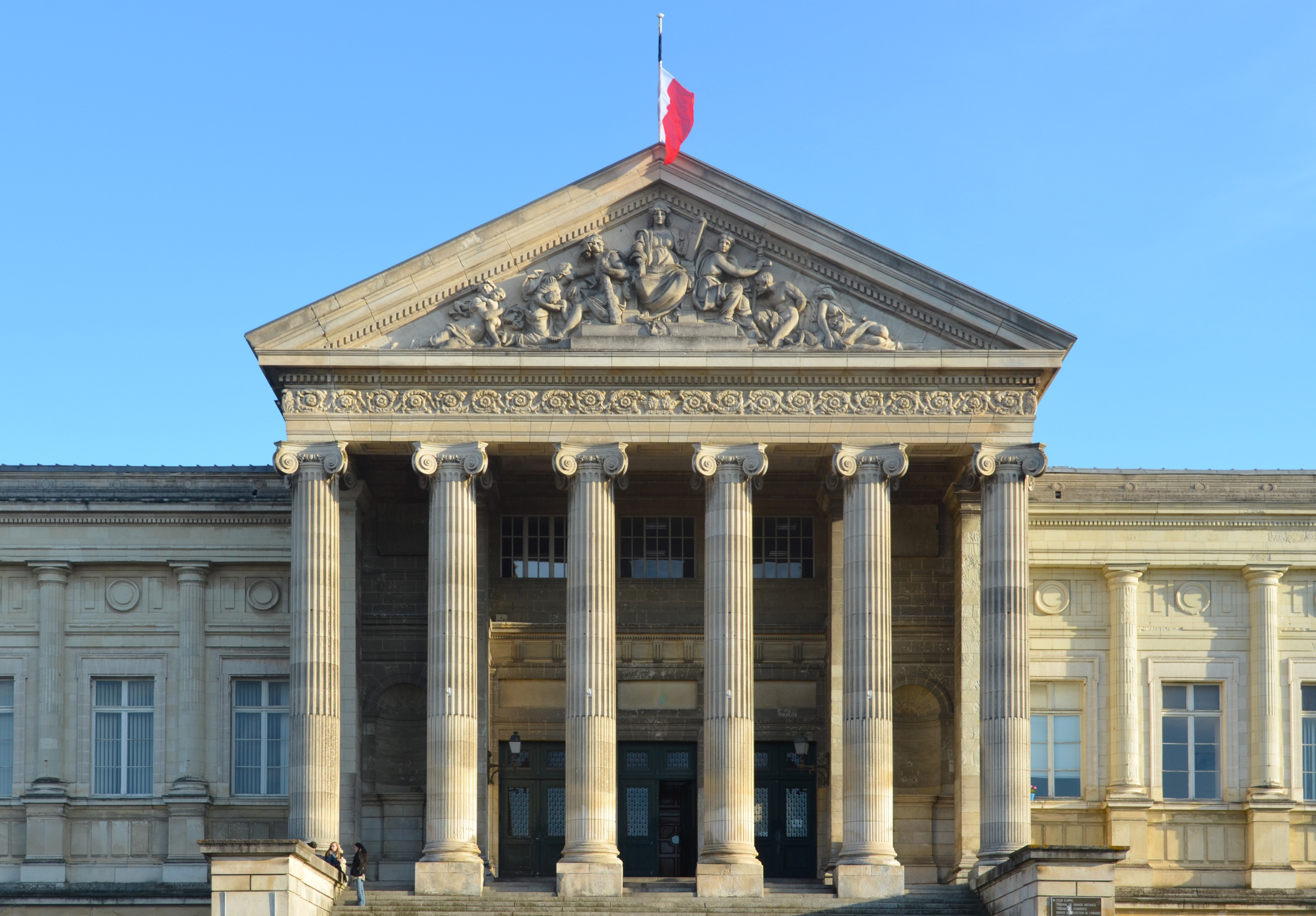
Palais de justice d'Angers.

À la suite de l'inauguration, pour ce grand défi de la reconstruction du bassin Napoléon III, l'Empereur promeut Anatole Richard officier de l'ordre impérial de la Légion d'honneur.
Revenu à Angers, il est promu le 1er décembre 1865 à la première classe d'ingénieur en chef des ponts et chaussées du département de Maine-et-Loire.
C'est dès 1866 qu'il établit pour son frère Gustave Richard, maire de Cholet (de 1855 à 1869), le plan d'urbanisme de la ville. Devant une carrière qui s'annonce très prometteuse, Anatole Richard meurt précocement début 1867, dans sa maison à Angers, à l'endroit même où sera plus tard construit le nouveau palais de justice d'Angers.

## Distinctions
- chevalier de la Légion d'honneur par décret du 12 août 1854[BL 1] ;
- officier de la Légion d'honneur par décret du 6 août 1858[BL 2].

## Hommages
- Extrait du procès-Verbal de la cérémonie d'inauguration du bassin Napoléon III à Cherbourg le 7 août 1858 : « Vers midi et demi l'Empereur Napoléon III et l'Impératrice Eugénie sont descendus au fond du bassin par l'escalier d'honneur. M. le contre-amiral de Gourdon, préfet maritime et M. Richard, directeur des travaux hydrauliques, ouvraient la marche. Venaient ensuite LL. MM. L’Empereur et l'Impératrice, accompagnés de Son Excellence le ministre de la marine, des ministres des affaires étrangères, de la guerre et des travaux publics, du maréchal duc de Malakoff, du maréchal Baraguey d'Hilliers et de toutes les autres personnes formant le cortège de Leurs Majestés. Rendus au pied de l'escalier, l'Empereur et l'Impératrice se sont placés devant la pierre cérémoniale en granit destinée à recouvrir la plaque en platine et les monnaies commémoratives qui devaient être scellées dans le fond du bassin afin de perpétuer le souvenir de l'achèvement et de l'inauguration de ce grand ouvrage. M. le directeur des travaux hydrauliques a présenté alors cette plaque à Leurs Majestés qui l'ont examinée avec intérêt et ont lu les inscriptions gravées sur les deux faces »[8].
- Mentions que porte la plaque au fond du port Napoléon III :  
  - sur la face avant : « L'arrière bassin du port militaire de Cherbourg, décrété le 15 avril 1803 par Napoléon Ier, commencé le 28 juin 1836, a été ouvert à la mer le 7 août 1858 en présence de l'Empereur Napoléon III et de l'Impératrice Eugénie. Ce bassin a reçu le nom de Napoléon III. L'amiral Hamelin, ministre de la Défense ».
  - sur la face arrière : « Ce bassin, creusé dans le roc, a 420 mètres de longueur, 200 mètres de largeur et 16,40 mètres de profondeur au-dessous des plus hautes marées de l'océan. Il est entouré de sept cales de construction et de sept formes de radoub, pour les plus grands vaisseaux de guerre »[9].